# Ritratto di giovane (Perugino)
Il Ritratto di giovane è un dipinto a olio su tavola (37x26 cm) di Pietro Perugino, databile al 1495 e conservato nella Galleria degli Uffizi a Firenze.

## Descrizione e stile
Il dipinto è stato attribuito in passato a numerosi pittori, dal Lorenzo di Credi al Viti, da Jacopo Francia a Raffaello. Il primo a riferirlo a Perugino fu il Morelli, poi sostenuto dalla critica successiva, seppure con qualche eccezione.
Si ignora l'identità dell'effigiato, che a lungo è stato creduto Alessandro Braccesi. Il giovane ragazzo è raffigurato di tre quarti, girato a sinistra, su sfondo scuro. Indossa una casacca marrone fermata con un laccio al collo e con maniche sganciabili, secondo la moda dell'epoca. Sul capo porta una berretta morbida dello stesso colore. I capelli sono lunghi, gli occhi grandi e intensamente fissanti lo spettatore, il naso pronunciato, le labbra carnose, il mento tondeggiante. La testa è leggermente reclinata di lato e contribuisce a dare un tono malinconico al dipinto.
Ne esiste una copia alla Galleria Borghese di Roma.